# Parodia turbinata
Parodia turbinata ist eine Pflanzenart aus der Gattung Parodia in der Familie der Kakteengewächse (Cactaceae). Das Artepitheton turbinata stammt aus dem Lateinischen, bedeutet ‚kegelförmig zugespitzt‘ und verweist auf die Form der Triebe.

## Beschreibung
Parodia turbinata wächst meist einzeln. Die dunkelgrünen, abgeflacht kugelförmigen bis scheibenförmigen Triebe erreichen Durchmesser von bis zu 15 Zentimeter. Es wird eine große Pfahlwurzel ausgebildet. Die zwölf bis 20 (oder gelegentlich mehr) niedrigen, eher scharfkantigen Rippen sind um die Areolen herum verdickt. Die anfangs gelblich weißen Dornen vergrauen später. Es ist ein einzelner Mitteldorn vorhanden, der auch fehlen kann. Die fünf bis zehn geraden Randdornen fallen häufig teilweise ab.
Die breit trichterförmigen, gelben Blüten erreichen Durchmesser von bis zu 3,5 Zentimeter. Ihr Perikarpell und die Blütenröhre sind mit rosafarbenen Schuppen besetzt. Die Schuppenachsel trägt weiße Wolle und je eine braune Borste. Die Narben sind dunkelrot. Die roten, keulenförmigen Früchte sind  bis zu 2 Zentimeter lang. Sie enthalten helmförmige, glänzende, schwarze Samen von etwa 1 Millimeter Länge, die kaum gehöckert sind.

## Verbreitung, Systematik und Gefährdung
Parodia turbinata ist im Südwesten des brasilianischen Bundesstaates Rio Grande do Sul, in Uruguay sowie in der  argentinischen Provinz Corrientes verbreitet.
Die Erstbeschreibung als Varietät Echinocactus sellowii var. turbinatus durch José Arechavaleta wurde 1905 veröffentlicht. Andreas Hofacker stellte sie 1998 als eigene Art in die Gattung Parodia. Weitere nomenklatorische Synonyme sind Malacocarpus turbinatus (Arechav.) Herter (1943, unkorrekter Name ICBN-Artikel 11.4), Malacocarpus sellowii var. turbinatus (Arechav.) Y.Itô (1952, unkorrekter Name ICBN-Artikel 11.4), Wigginsia turbinata (Arechav.) D.M.Porter (1964), Notocactus turbinatus (Arechav.) Krainz (1966) und Notocactus sellowii f. turbinatus (Arechav.) Havlíček (1994).
In der Roten Liste gefährdeter Arten der IUCN wird die Art als „Least Concern (LC)“, d. h. als nicht gefährdet geführt.

## Nachweise